# Puigpardines
Puigpardines es una entidad de población española del municipio de Vall de Bas, perteneciente a la provincia de Gerona, en la comunidad autónoma de Cataluña.

## Historia
Hacia mediados del siglo XIX, el lugar pertenecía al municipio de San Privat de Bas. Aparece descrito en el decimotercer volumen del Diccionario geográfico-estadístico-histórico de España y sus posesiones de Ultramar de Pascual Madoz con las siguientes palabras:

PUIGPARDINES: l. en la prov. y dióc. de Gerona (1 hora), part. jud. de Olot (1 1/2), aud. terr., c. g. de Barcelona (23), ayunt. de San Privat de Bas. sit. al pie de un monte, próximo al nacimiento del r. Gurri, con buena ventilacion y clima sano. Tiene una igl. parr. (Sta. Maria) de la que es aneja una capilla dedicada á San Antonio Abad; se halla servida por un cura de ingreso, de provision real y ordinaria. El térm. confina con San Privat, Las Presas, Juanetas y Besora. El terreno participa de llano y monte con algun bosque arbolado de robles y encinas; le fertiliza el r. mencionado, y le cruzan varios caminos locales. prod.: granos, legumbres, patatas y hortalizas; cria ganado de cerda y alguna caza. pobl. y riqueza, unida á la de San Privat de Bas.
(Madoz, 1849, p. 295)

En la actualidad, pertenece al municipio de Vall de Bas. En 2023, la entidad singular de población tenía empadronados 127 habitantes.